# Gobiiformes
I gobiiformi (Gobiiformes
) sono un ordine di pesci ossei appartenenti ai percomorfi che comprende tre sottordini: Apogonoidei, Trichonotoidei e Gobioidei. L’ordine era in passato definito in modo più restrittivo, includendo soltanto i gobidi (ora nel sottoordine Gobioidei). Tuttavia, trattamenti tassonomici più recenti includono anche gruppi affini come i pesci cardinali, i pesci balia e i trichonoti, in seguito a studi filogenetici che hanno rivelato relazioni evolutive inaspettatamente strette tra questi gruppi.

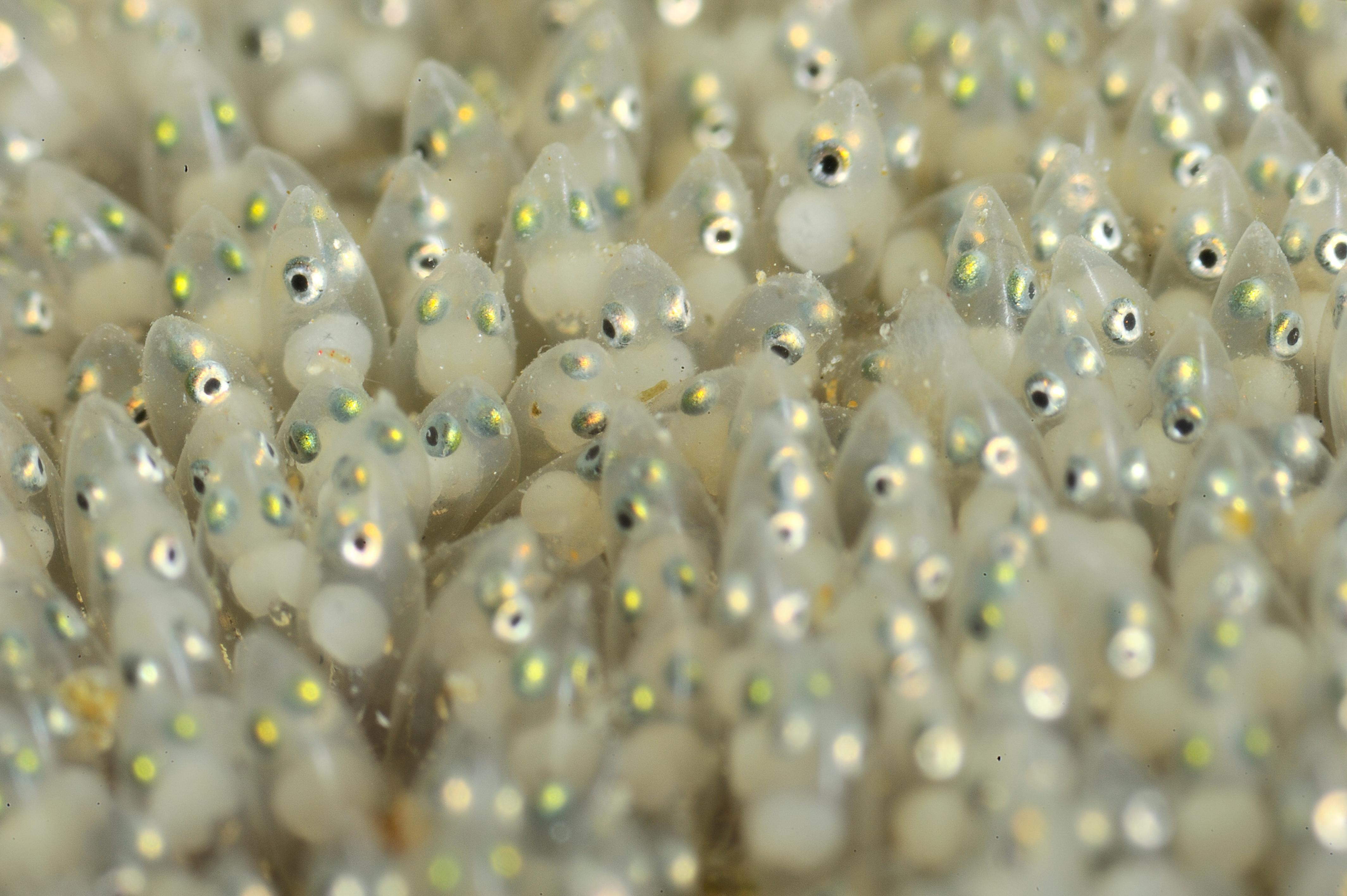
Uova di gobide attaccate a una roccia; sono visibili le strutture adesive caratteristiche

Nonostante le differenze morfologiche tra i membri del gruppo, tutti i gobiiformi condividono una caratteristica comune: la deposizione di uova adesive, spesso dotate di strutture elaborate. Molte specie mostrano inoltre comportamenti di cure parentali avanzate da parte del maschio.
I gobiiformi rappresentano un clado relativamente basale tra i percomorfi, preceduto solo dagli Ophidiiformes e dai Batrachoidiformes. Si stima che si siano separati dal resto del gruppo durante il Cretaceo inferiore o medio, circa 120 milioni di anni fa. I primi fossili attribuiti a questo ordine sono otoliti di Apogonidae risalenti al Maastrichtiano, il che suggerisce che tutti e tre i sottoordini fossero già differenziati nel Cretaceo superiore. Gran parte della diversità attuale, in particolare all’interno dei gobioidei, sembra tuttavia essersi evoluta in epoche più recenti.

## Tassonomia
La seguente classificazione si basa sulla pubblicazione Eschmeyer's Catalog of Fishes:
- Ordine Gobiiformes
  - Sottoordine Apogonoidei
    - Famiglia Kurtidae Bleeker, 1859 (pesci balia)
    - Famiglia Apogonidae Günther, 1859 (pesci cardinali)

  - Sottoordine Trichonotoidei
    - Famiglia Trichonotidae Günther, 1861 (triconoti)

  - Sottoordine Gobioidei
    - Famiglia Rhyacichthyidae Jordan, 1905
    - Famiglia Odontobutidae Hoese & Gill, 1993
    - Famiglia Milyeringidae Whitley, 1945 (gobioidi delle caverne)
    - Famiglia Eleotridae Bonaparte, 1835 (dormiglioni)
    - Famiglia Xenisthmidae Miller, 1973 (gobioidi dal collare)
    - Famiglia Butidae Bleeker, 1874 (ghiozzi)
    - Famiglia Thalasseleotrididae Gill & Mooi, 2012
    - Famiglia Oxudercidae Günther, 1861 (ghiozzi anfibi)
    - Famiglia Gobiidae Cuvier, 1816 (gobidi)